# 罗马尼亚电视台
罗马尼亚电视台（羅馬尼亞語：Televiziunea Română），或称罗马尼亚电视公司（羅馬尼亞語：Societatea Română de Televiziune），是罗马尼亚的国家电视台，正式啟播於1956年12月31日。

## 歷史
1966年至1980年，羅馬尼亞電視台外購美國和西歐電視劇、卡通片。
1983年，羅馬尼亞電視台初次計劃引進彩色頻道，特別的是羅馬尼亞電視台不用社會主義陣營沿用的SECAM制式，反而是採用PAL格式。
1985年至1989年，羅馬尼亞共產黨總書記齊奧塞斯庫為了推行「節約能源節目」，停止第二頻道運作，並在第一頻道僅進行每天兩小時的節目播放（週末例外，1988年改去3小時），包含對個人和國家的崇拜，大幅削去播放時間。
1989年羅馬尼亞革命時，示威人士佔領公司臺，直播當時的革命情景，並宣告齊奧塞斯庫倒台。1990年2月16日恢復第二頻道播放，原本革命成功後更名為「羅馬尼亞自由電視台」（羅馬尼亞語：Televiziunea Română Liberă），但在社會主義支持者示威下才更回本名。
羅馬尼亞民主化後，電視台因策略問題而遇上認知危機，當局也為此做出頻繁改變以作解決。1993年，加盟歐洲廣播聯盟，21世紀初開始外購歐洲歌唱大賽、歐洲冠軍聯賽等大型體育賽事轉播。
2016年，羅馬尼亞政府積欠過多的費用，一時被歐洲廣播聯盟取消歐洲歌唱大賽的資格，自革命後電視台常年播出的歐洲歌唱大賽突然停播，次年再度常駐聯盟及賽事。

## 頻道

### 目前擁有頻道
| 頻道名稱     | 開播日期       | 描述                   |
| 第一頻道     | 1956年12月31日 |                        |
| 第二頻道     | 1968年5月2日   | 1985年閒置，1990年恢復 |
| 第三頻道     | 2008年10月10日 |                        |
| 國際頻道     | 1995年12月1日  |                        |
| 新闻频道     | 2008年6月1日   |                        |
| 摩爾多瓦頻道 | 2013年12月1日  |                        |

### 曾擁有頻道
| 頻道名稱 | 開播日期       | 停播日期      | 描述 |
| 文化頻道 | 2002年4月26日  | 2012年9月15日 |      |
| 資訊頻道 | 2008年12月31日 | 2012年8月15日 |      |
| 新聞頻道 | 2012年11月15日 | 2015年8月1日  |      |

## 外部連結
- 官方網站 （页面存档备份，存于）（罗马尼亚文）